# Poropoea defilippii
Poropoea defilippii is een vliesvleugelig insect uit de familie Trichogrammatidae. De wetenschappelijke naam is voor het eerst geldig gepubliceerd in 1916 door Silvestri.